# Dinamo Ufa
Dinamo Ufa (ros. Футбольный клуб «Динамо» Абакан, Futbolnyj Kłub "Dinamo" Abakan) – rosyjski klub piłkarski z siedzibą w mieście Ufa w Baszkortostanie, działający w latach 1925–1957 i 1986–2009.

## Historia
Chronologia nazw:
- 1925: Dinamo Ufa (ros. Динамо» Уфа)
- 1957: klub rozwiązano - po fuzji z Spartak Ufa i Krylja Sowietow Ufa tworząc Nieftianik Ufa
- 1986: Dinamo Ufa (ros. Динамо» Уфа)
- 18.02.2009: klub rozwiązano - po fuzji z Taksist Ufa tworząc Baszynformswiaź-Dinamo Ufa

Piłkarska drużyna Dinamo została założona w Ufie w 1925 roku. W 1938 zespół debiutował w rozgrywkach Pucharu ZSRR. W 1940 i 1947 startował w rozgrywkach Pucharu Rosyjskiej RFSR wśród drużyn kultury fizycznej. Od 1948 do 1951 występował w Mistrzostwach  Rosyjskiej RFSR wśród drużyn kultury fizycznej. Również brał udział w rozgrywkach regionalnych Baszkirskiej ARSR. W 1957 roku klub połączył się z lokalnymi rywalami Spartak Ufa i Krylja Sowietow Ufa (do 1947 Krylja Sowietow Czernikowsk), w wyniku czego powstał nowy klub Nieftianik Ufa. 
W 1986 roku nastąpiło odrodzenie klubu. W sezonie 1997 debiutował w Mistrzostwach Rosji wśród drużyn kultury fizycznej. W 2007 zespół debiutował w rozgrywkach Mistrzostw Rosji wśród LFK, a w 2007 i 2008 startował w Pucharze Rosji wśród LFK.
18 lutego 2009 po fuzji z amatorskim klubem Taksist Ufa powstał nowy klub Baszynformswiaź-Dinamo Ufa, który otrzymał prawo występować w Drugiej Dywizji Rosji, grupie Uralsko-Nadwołżańskiej. Klub został rozwiązany.